# Trantang
Trantang is een bestuurslaag in het regentschap Tuban van de provincie Oost-Java, Indonesië. Trantang telt 2202 inwoners (volkstelling 2010).